# Cosmogramma
Cosmogramma ist das dritte Album des amerikanischen Musikers Flying Lotus. Es wurde am 3. Mai 2010 auf dem Label Warp Records veröffentlicht.

## Musikstil
Auf Cosmogramma versucht Flying Lotus sich bewusst von seinem bisherigen Musik- und Produktionsstil zu distanzieren, nachdem dieser von einer Vielzahl von Nachwuchskünstlern imitiert wurde. So schreibt Flying Lotus seine Songs auf Cosmogramma in einem eher konzeptionellen Ansatz, mit einer konkreten Vision des Endprodukts. Das Resultat geht über seine bisherige Konstruktion von Beats hinaus, und vermischt die gewohnten rhythmusorientierten Grundelemente mit Elementen des Jazz und  Glitch. Flying Lotus selbst bezeichnet sein Album als „in gewisser Hinsicht ein Jazz-Album“.

## Albumtitel
Der Titel des Albums geht darauf zurück, dass Flying Lotus sich die Aufnahme einer Ansprache seiner Großtante Alice Coltrane in einem Ashram anhörte. Er missverstand zunächst ihre Worte „cosmic drama“ („kosmisches Drama“) als „Cosmogramma“ (interpretierbar als „kosmische Grammatik“); erst viel später fand er heraus, dass das Wort „Cosmogramma“ wirklich existiert.

## Titelliste
Alle Titel, bis auf die vermerkten Ausnahmen, wurden komponiert von Flying Lotus
1. Clock Catcher – 1:13
2. Pickled! – 2:14
3. Nose Art – 1:58
4. Intro/A Cosmic Drama – 1:15
5. Zodiac Shit – 2:44
6. Computer Face/Pure Being – 2:33
7. ...And the World Laughs with You (Flying Lotus/Thom Yorke) – 2:55
8. Arkestry 2:51
9. MmmHmm (Flying Lotus/Thundercat) – 4:15
10. Do the Astral Plane – 3:58
11. Satelllliiiiiteee – 3:49
12. German Haircut – 1:57
13. Recoiled – 3:37
14. Dance of the Pseudo Nymph – 2:47
15. Drips/Auntie's Harp – 2:10
16. Table Tennis (Flying Lotus/Laura Darlington) – 3:02
17. Galaxy in Janaki  – 2:28
18. "Velvet Cake" (Japan Bonus Track) – 2:40

## Techniker
- Flying Lotus – Produzent, Tontechniker
- Daddy Kev – Mastering
- Leigh J. McCloskey – Artwork
- Brandy Flower – Design

## Rezeption
Cosmogramma wurde von Pitchfork Media zum 14.-besten Album des Jahres 2010 ernannt und erhielt in den Gilles Peterson World Wide Awards 2011 die Auszeichnung als „Album des Jahres“.
Auf Metacritic erhielt das Album 86 von 100 Punkten.

## Chartplatzierungen
| ChartsChartplatzierungen       | Höchstplatzierung | Wochen |
| ------------------------------ | ----------------- | ------ |
| Vereinigte Staaten (Billboard) | 88 (1 Wo.)        | 1      |
| Vereinigtes Königreich (OCC)   | 60 (1 Wo.)        | 1      |

## Besonderheiten

### Alt Takes
Das Label Warp Records veröffentlichte im Januar 2011 die Alt Takes, eine Sammlung von Outtakes und neuen Versionen der Lieder des Albums. Besitzer des Albums als CD oder Schallplatte können die Alt Takes mit der Bilderkennungssoftware Trigger (programmiert von Jeff Crouse) kostenlos herunterladen. Das Album muss hierbei vor eine Webcam gehalten werden. Nach erfolgreicher Erkennung erhält man einen Downloadlink.

### Fieldlines App
Vor der Veröffentlichung des Albums wurde die von Aaron Meyers in OpenFrameworks programmierte Applikation Fieldlines verfügbar. Sie ist eine animierte und interaktive Version des von Leigh McCloskey entworfenen Cover-Artworks.